# Tornos quadripuncta
Tornos quadripuncta là một loài bướm đêm trong họ Geometridae.